# Диллон, Джулия
Джулия Диллон (англ. Julia Dillon, полное имя Julia McEntee Dillon; 1834—1918) — американская художница, известная своими цветочными картинами и натюрмортами.

## Биография
Родилась 1 марта 1834 года в Рондауте (позже он был объединён с Кингстоном), штат Нью-Йорк.
Посещала Либеральный институт Клинтона, где получила художественное образование. В 1866 году она вышла замуж за владельца литейного завода Джона Диллона. В 1873 году он умер, и Джулия была вынуждена участвовать в управлении компанией McEntee and Dillon Rondout Foundry. Доход от литейного производства помог ей заниматься творческой деятельностью. Примерно в это же время она отправилась в Европу, где копировала старых мастеров.
Вернувшись в штат Нью-Йорк, она проводила время в студии своего двоюродного брата — Джервиса Макинти, художника школы реки Гудзон. В 1880-х годах Джулия переехала в Нью-Йорк, вернувшись в Кингстон в 1893 году.
Художница выставляла свои работы во Дворце изящных искусств (ныне Музей науки и промышленности) и Женском здании в Чикаго на Всемирной Колумбовой выставке 1893 года. Также участвовала в выставках в Национальной академии дизайна, Бруклинской художественной ассоциации (Brooklyn Art Association), Пенсильванской академии изящных искусств и Чикагском институте искусств.
Умерла 21 января 1919 года в Кингстоне, штат Нью-Йорк. Была похоронена на городском кладбище Montrepose Cemetery.
В 2005 году в Кингстоне в Fred Johnston Museum прошла выставка «Julia Dillon: A Retrospective».

Некоторые работы
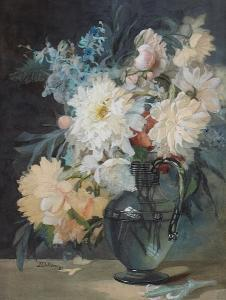
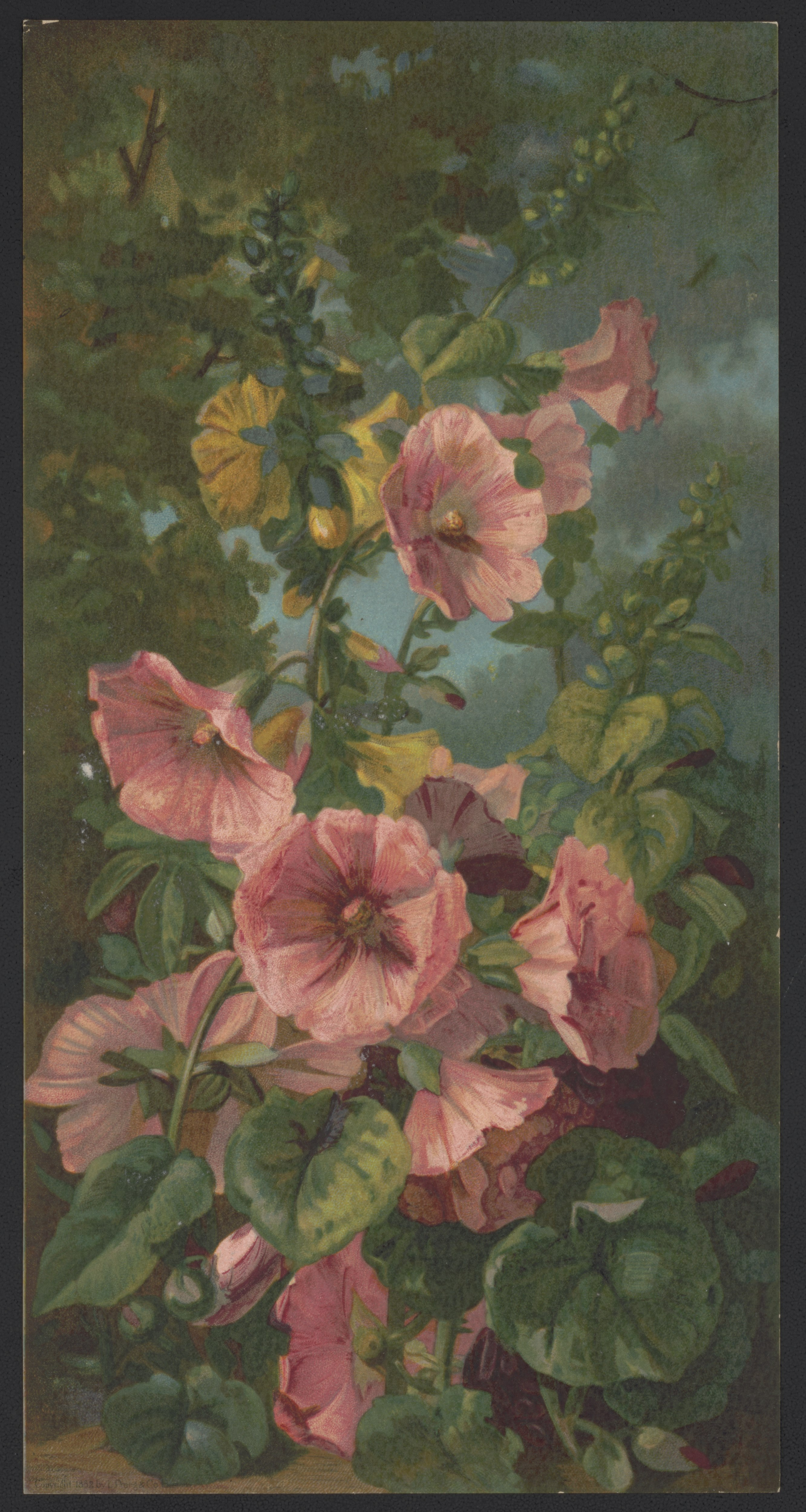
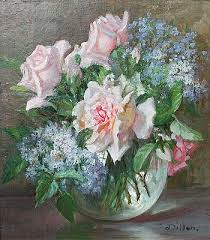